# Schlacht von Zhenhai
Kowloon – 1. Chuenpi – 1. Chusan – Damm – 2. Chuenpi – Humen – First Bar Island – Whampoa Island – Broadway – 1. Kanton – 2. Kanton – Sanyuanli – Amoy – 2. Chusan – Zhenhai – Ningbo – Ciqi – Zhapu – Wusong – Zhenjiang – Nerbudda
Die Schlacht von Zhenhai fand zwischen dem britischen Expeditionskorps und chinesischen Streitkräften am 10. Oktober 1841 während des Ersten Opiumkriegs statt. Den britischen Truppen gelang es hierbei die strategisch wichtige Küstenstadt Zhenhai zu erobern. Dadurch wurde für die britischen Kräfte der Weg nach Ningbo frei. Bei der Schlacht verstarb der chinesische Kaiserliche Kommissar Yuqian nach einem Selbstmordversuch. Die Ursache für die Niederlage wurde auf chinesische Seite dem Regionalkommandeur Yu Buyun in die Schuhe geschoben, der nach der Schlacht hingerichtet wurde.

## Vorgeschichte
Zhenhai liegt am südlichen Ende der Hangzhou-Bucht an der Einmündung Yong Jiang in die Bucht. Der Yong-Fluss verläuft dabei in einer Schlucht, die auf beiden Seiten von Hügeln umgeben ist. Der Fluss ist an der Einmündungsseite rund einen Kilometer breit. Der Seeweg durch die Mündung galt als aufgrund vieler Sandbänke und Untiefen als schwierig zu navigieren. Die Stadt Zhenhai selbst liegt westlich der Mündung. Im Mündungsgebiet wird der Wasserlauf von zwei Hügeln flankiert. Der Hügel Zhaobaoshan liegt östlich der Stadt und westlich der Mündung. Auf dem Hügel befand sich mit dem Fort Weiyuan seit der Ming-Dynastie eine Befestigungsanlage die initial zur Abwehr von Piraten errichtet wurde. Der auf der östlichen Flussseite liegende Hügel Jinjishan war nicht befestigt. In der Stadt befanden sich zur Zeit des Opiumkriegs rund 4000 Soldaten und Irreguläre. Die Befestigungsanlagen verfügten über 157 Kanonen, davon 67 aus Bronze.
Der von Daoguang mit dem Auftrag die Briten zu besiegen gesandte Kaiserliche Kommissar Yuqian traf im Februar 1841 in Zhenhai ein und machte die Stadt zu seinem Amtssitz. Yuqian hatte zu diesem Zeitpunkt keinerlei Erfahrung mit dem britischen Militär, er ging jedoch aufgrund von Berichten davon aus, dass Zhenhai durch seine Geographie gegen einen britischen Angriff ausreichend geschützt sei und die dortige Küstenverteidigung keine Verstärkung bedürfe. Er sah die Moral seiner Truppen als entscheidenden Faktor an und berichtete dem Kaiser, dass von der Garnison von 4000 Soldaten nur rund 1000 zuverlässig seien. Er versuchte die Moral der Truppe durch einen Treueschwur seiner Offiziere und die öffentliche Hinrichtung gefangener britischer Seeleute zu heben.
Als Yuqian im Juni 1841 kurzzeitig wegen seiner Ernennung zum Generalgouverneur nicht in Zhenhai weilte bauten der Gouverneur der Provinz Zhenjiang Liu Yunke und der Militärbefehlshaber der Provinz Yu Buyun die Verteidigungsanlagen weiter aus. Sie postierten zwei neue mit Sandsäcken gesicherte Artilleriebatterien am Fuß des Hügels Zhaobaoshan. Ebenso postierten sie am gegenüberliegenden Hügel Jinishan eine Garnison unter dem Kommando von Xie Chao'en. Die Verteidigung des Hügels wurde durch eine Befestigungsanlage aus Erdaufwürfen an der Nordseite der Anhöhe verstärkt. Die Stadtmauer selbst wurde mit Sandsäcken verstärkt.
Nach der zweiten Eroberung von Chusan am 1. Oktober 1841 wandte sich das britische Expeditionskorps dem Festland zu. Am 8. Oktober versammelte sich die britische Flotte am Huangniu-Riff. Am 9. Oktober erreichten sei Zhenhai. Am selben Tag führten der Armeebefehlshaber Hugh Gough und der Marinebefehlshaber William Parker eine gemeinsame Aufklärung des Geländes durch. Sie fassten den Schlachtplan beide Hügel an der Mündung mit Bodentruppen anzugreifen, während die Flotte die Verteidigungsanlagen bombardieren sollte.

## Verlauf

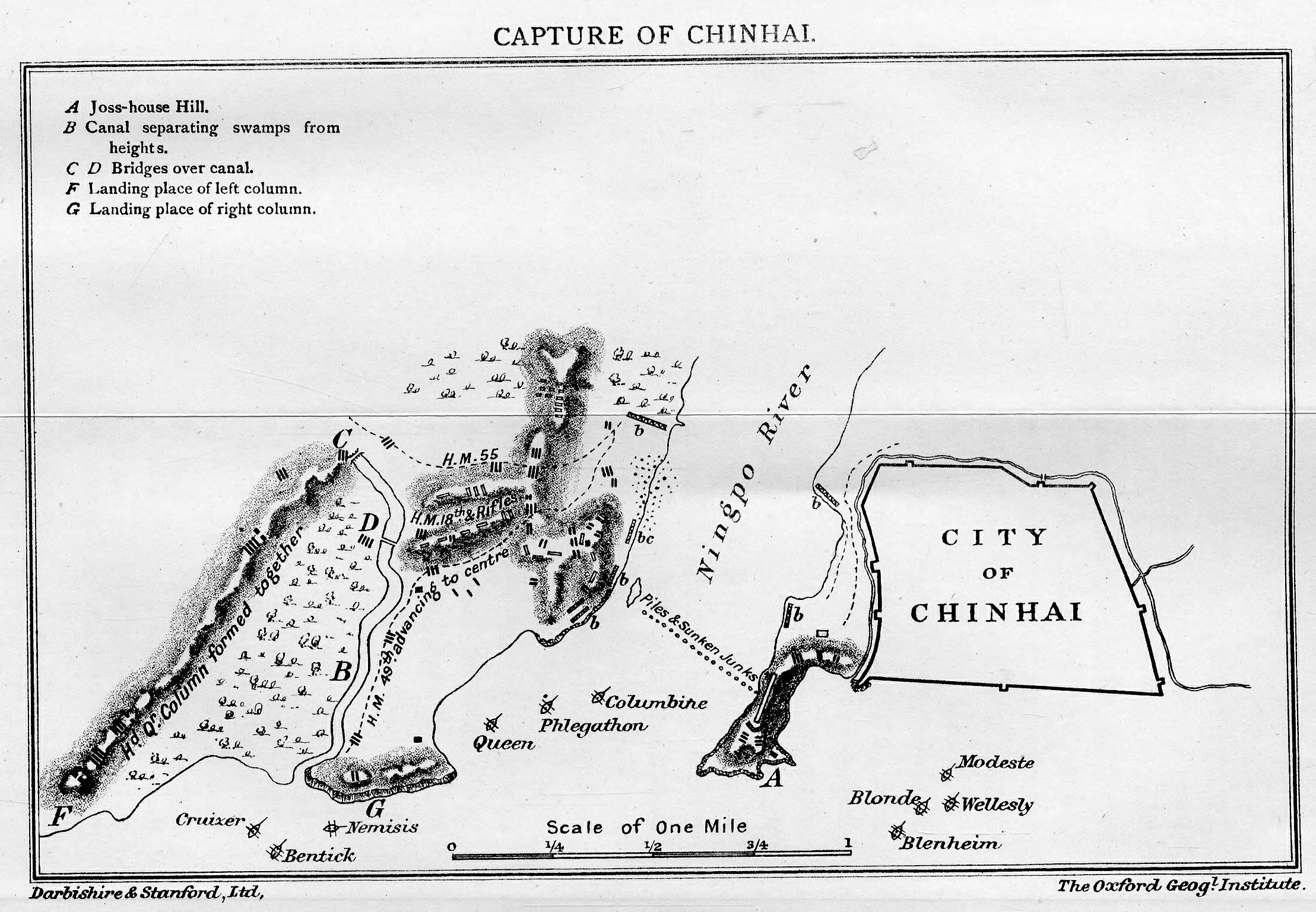
Kartenskizze der Schlacht aus einer Biographie über den britischen Feldmarschall Hugh Gough, Erstveröffentlichung 1903

Am 10. Oktober 1841 bei Tagesanbruch begann die britische Flotte ihren Angriff. Die Briten landeten 1070 Mann Bodentruppen rund 3 Kilometer westlich von Jinishan an. Die Truppen konnten den Hügel rasch einnehmen. Der dortige Kommandeur Xie Chao'en starb im Gefecht. Gleichzeitig nahm die Flotte den Hügel Zhaobaoshan unter Artilleriefeuer. Durch ein mehrstündiges Bombardement gelang es den Briten die dortigen Befestigungsanlagen fast vollständig zu vernichten. Der Hügel wurde dann rasch von rund 770 angelandeten Marineinfanteristen erobert.
Der Kaiserliche Kommissar Yuqian verfolgte die Schlacht von der Ostseite der Stadtmauer von Zhenhai. Bei Eintreffen der britischen Truppen befahl er einen Gegenangriff, der nicht zustande kam. Angesichts der für ihn überraschenden Feuerüberlegenheit der britischen Kräfte kam er rasch zu dem Schluss, dass die Schlacht verloren sei. Er verübte daraufhin einen Selbstmordversuch, wurde aber von seinen Vertrauten davon abgehalten. Yuqian floh im Anschluss aus der Stadt und starb rund 70 km außerhalb von Zhenhai am selben Tag an Erschöpfung. Im Zuge seiner Flucht löste sich der chinesische militärische Widerstand bis zum frühen Nachmittag auf.

## Folgen
Über die Verluste des Qing-Militärs liegen keine eigenen Statistiken vor. Britische Zeitzeugen schätzten die Verluste der Chinesen auf mehrere hundert Tote. Zu den britischen Verlusten liegen zwei widersprüchliche Quellen vor. Die eine spricht von 3 Toten und 16 Verwundeten. Die zweite Quelle nennt 16 Tote und mehrere Verwundete. Durch die Eroberung von Zhenhai wurde für das britische Expeditionskorps der Weg nach Ningbo frei, dass sie wenige Tage später kampflos eroberten.
Auf der chinesischen Seite wurde der überlebende Kommandeur der Truppen auf dem Hügel Zhaobaoshan Yu Buyun für die Niederlage verantwortlich gemacht. Er hatte vor der Schlacht ein schwieriges Arbeitsverhältnis mit Yuqian und widersprach diesem bezüglich der Notwendigkeit der Befestigung des Ortes und der Behandlung Kriegsgefangener. Yu wurde nach der Schlacht auf Befehl des Kaisers hingerichtet. Yuqian wurde vom Kaiser als vorbildlicher und opferbereiter Untertan verklärt.